# Neckartalbrücke
La Neckartalbrücke (letteralmente: "viadotto Neckar") è un viadotto autostradale tedesco, sito lungo l'autostrada A81 (strada europea E41) nel territorio comunale di Eutingen im Gäu.
Esso valica a grande altezza la valle del fiume Neckar.

## Storia
Il viadotto fu costruito dal 1975 al 1977.

## Caratteristiche
Si tratta di un viadotto di 918 m di lunghezza, in calcestruzzo armato, che raggiunge un'altezza massima sul fondovalle di 127 m.

### Testi di approfondimento
- (DE) W. Andrä, D. Hommel, R. Kahmann, H. Schumann e K. Wößner, Die Neckartalbrücke Weitingen (Teil 1), in Stahlbau, v. 52, n. 3, marzo 1983,  pp. 65-77, ISSN 1437-1049 (WC · ACNP).
- (DE) W. Andrä, D. Hommel, R. Kahmann, H. Schumann e K. Wößner, Die Neckartalbrücke Weitingen (Teil 2), in Stahlbau, v. 52, n. 4, aprile 1983,  pp. 113-124, ISSN 1437-1049 (WC · ACNP).